# كيلة عباس أباد (ننور)
کیلة عباس أباد (بالفارسية: کیله عباس‌آباد) هي قرية تقع في إيران في قسم ننور الريفي. يقدر عدد سكانها بـ 1122 نسمة بحسب إحصاء 2016.